# Corefy
Corefy (раніше PayCore.io) — це платформа керування платежами для онлайн-бізнесу та платіжних установ. Штаб-квартира розташована у Лондоні. Компанія має офіси в Україні, Філіппінах, Ізраїлі та Нідерландах.
Corefy інтегрується з платіжними провайдерами та еквайрами, щоб надати компаніям єдиний інтерфейс для зв'язку, контролю та керування платежами.

## Історія
Платформа Corefy заснована у 2018 році Денисом Кириченко, Дмитром Дзюбенко та Денисом Мельниковим. Перша бета-версія була випущена для тестування в листопаді 2018 року під час Web Summit 2018.
Після проходження атестації на відповідність PCI DSS Corefy випустили версію платформи 1.0 у вересні 2019 року.
У березні 2019 року Corefy випустили рішення White label для банків, еквайрів та платіжних провайдерів.
У листопаді 2020 року стартап було відібрано до програми Nordic Fast Track у Копенгагені, організованої Copenhagen FinTech Lab.
Компанія перетнула позначку в 100 інтеграцій та увійшла в топ-5 найбільших платіжних хабів Європи у лютому 2021 року.
Того ж місяця, реагуючи на галузеві та внутрішні зміни, компанія оголосила про ребрендинг із PayCore.io на Corefy.
У квітні 2021 року Corefy було прийнято до спільноти шлюзів і платіжних процесорів Google, що підтримують Google Pay API.
У липні 2021 року компанія стала одним з переможців конкурсного відбору для участі в українсько-британському фінтех-саміті, організованому Посольством України у Сполученому Королівстві Великої Британії та Північної Ірландії.
У листопаді 2021 року Corefy взяли участь у першому українсько-сінгапурському ІТ бізнес-форумі IT Export Boost в рамках спільного проєкту Асоціації «IT Ukraine» та Міністерства закордонних справ.
У грудні 2021 року Corefy отримали бронзову нагороду в категорії «Найкращий fintech-стартап» на PaySpace Magazine Awards.
У серпні 2022 року компанію визнали «Платіжним рішенням 2022 року» на UK Enterprise Awards.

## Розвиток
Протягом 2021 року Corefy розширили свою присутність у світі, відкривши офіси на Філіппінах та в Ізраїлі. У лютому 2022 року компанія оголосила про відкриття нового офісу у Нідерландах.